# Antônio Britto
Antônio Britto Filho GOMM (Sant'Ana do Livramento, 1 de julho de 1952), é um bibliotecário e político brasileiro. Foi ministro da Previdência Social durante o governo Itamar Franco. Foi governador do Rio Grande do Sul, deputado federal pelo estado por dois mandatos.

## Vida acadêmica e jornalística
Filho do jornalista Antônio Saturnino Correia de Britto, começou a trabalhar no pequeno jornal local do pai, antes de cursar a faculdade de jornalismo na Universidade Federal do Rio Grande do Sul. Profissionalmente, começou a atuar em 1970, no Jornal da Semana, publicação dominical do grupo Editorial Sinos, como redator de futebol. Mais tarde, por indicação do jornalista Paulo Sant'Ana, passou a trabalhar como repórter no jornal Zero Hora, do grupo RBS, aos 19 anos de idade.
Em 1972, transferiu-se para a rádio Guaíba (pertencente ao grupo Caldas Júnior), a convite de Pedro Carneiro Pereira, onde chegou a coordenador da área de esportes e foi chefe de jornalismo. Em 1978, deixou a Guaíba e voltou ao grupo RBS, passando a trabalhar na TV Gaúcha. Nesse mesmo ano tornou-se professor da Unisinos, função que exerceu até 1979.
Da RBS, passou ainda em 1979 para a editoria de política da Rede Globo em Brasília, atuando também como comentarista e apresentador. No início de 1985, logo após a eleição de Tancredo Neves para a presidência da República, foi convidado para ser secretário de imprensa do novo governo. Nessa função, atuou como porta-voz das informações médicas sobre o estado de saúde do presidente, no período que antecedeu à sua morte, em 21 de abril de 1985.
Em entrevista anos depois, perguntando sobre o período e quando resolveu entrar na política, contou:
| “ | Na noite do dia em que o dr. Tancredo foi sepultado, em São João del Rey. Fui para o aeroporto de Uberlândia, com o dr. Ulysses e o Fernando Lyra, pegar o avião para Brasília. Quando estávamos lá, as pessoas começaram a me aplaudir, a gritar o meu nome, aquelas coisas. O dr. Ulysses me disse: "Olha, tu não vai poder deixar de ser candidato." Ou seja eu fugi da política, e a política foi me buscar. | ” |

## Início da carreira política
Conhecido através da mídia televisiva e autor de um livro sobre os últimos dias de Tancredo, Assim Morreu Tancredo, foi convidado por Ulisses Guimarães a filiar-se ao Partido do Movimento Democrático Brasileiro (PMDB), partido ao qual lançou-se candidato a deputado federal nas eleições de 1986, sendo eleito com uma das maiores votações do estado (e reeleito em 1990).
Na Câmara dos Deputados, participou da Assembleia Constituinte, chegando a ser líder do partido em plenário. Em entrevista ao jornalista Luiz Maklouf Carvalho anos depois, quando perguntando seu impacto no texto da Constituição, que seu trabalho foi mais de "articulador": "Mas o artigo 223 foi fruto de um arranjo que tem o meu modesto dedinho."
Em seu segundo mandato, seria ainda presidente da Comissão de Ciência e Tecnologia, Comunicação e Informática no biênio 1990-91. Em 1988, foi indicado pelo PMDB como candidato à prefeitura de Porto Alegre, mas apesar do favoritismo inicial, perdeu força e acabou em quarto lugar no pleito, vencido por Olívio Dutra (PT).
Em 1992, foi convidado pelo presidente Itamar Franco para ocupar a pasta da Previdência Social. A decisão presidencial de atualizar os vencimentos dos aposentados foi-lhe, então, bastante benéfica, o que alavancou sua popularidade nacional e o colocou como um dos prováveis sucessores do próprio Itamar nas eleições de 1994. No entanto, preferiu buscar antes o governo de seu próprio estado, orientando o apoio do PMDB local à candidatura presidencial de Fernando Henrique Cardoso (PSDB), em contraposição ao candidato oficial do partido, Orestes Quércia.
Em 1993, como ministro, Britto foi admitido pelo presidente Itamar Franco à Ordem do Mérito Militar no grau de Grande-Oficial especial.
No primeiro turno do pleito, obteve 49,2% dos votos válidos, contra 34,7% de seu principal concorrente, Olívio Dutra. No segundo turno, obtendo o apoio do PPR (atual PP) e parte do PDT (do então governador, Alceu Collares), obteve 52,2% dos votos, contra 47,8% de Olívio. A polarização PMDB/PT no Rio Grande do Sul repetiu-se nas eleições de 1998 e 2002.
Em 2016, Antônio Britto não participou das votações acerca do processo de impeachment da Presidente da República, Dilma Rousseff. Entretanto, o deputado Antonio Luiz Paranhos Ribeiro Leite de Brito, mais conhecido apenas como Antônio Brito (PSD/BA), homônimo do ex-governador, participou da votação.

## Governo do Rio Grande do Sul
A gestão a frente do governo do Rio Grande do Sul foi marcada por reformas administrativas e uma intensa polêmica com a oposição, liderada pelo PT.
Essa polêmica não se limitava à questão salarial, mas incluía as medidas que Antônio Britto e sua equipe de governo adotaram para buscar o saneamento das finanças estaduais, que incluíam a privatização das grandes autarquias de serviços públicos do estado, a Companhia Riograndense de Telecomunicações (CRT) e a Companhia Estadual de Energia Elétrica, ambas criadas na gestão de Leonel Brizola (1959 a 1962).
Para os defensores do governo Britto, as privatizações ampliariam a abrangência dos serviços, barateando o seu custo de instalação. Para seus adversários, as taxas cobradas pelas empresas privatizadas se tornariam com o tempo mais caras para a população, beneficiando apenas alguns grupos empresariais específicos.
Outro foco de polêmica foi a política de atração de grandes empresas automobilísticas para o estado através de concessão de benefícios fiscais, como a isenção do ICMS nos primeiros anos. Para seus opositores, a política de atração de investimentos, envolvendo o estado na "guerra tributária" com outras unidades da federação, representava uma perda para o fisco que era compensada pela geração de empregos.[carece de fontes?]
Outra medida combatida do governo Britto foi a criação de polos rodoviários privados, que receberam a concessão de pedágios, medida que comprometeu a sua popularidade em algumas localidades. No setor bancário, o governo Britto procedeu a fusão dos dois bancos estaduais, incorporando a Caixa Econômica Estadual do Rio Grande do Sul ao Banrisul. Algumas medidas privatizantes de Antônio Britto (que lhe valeram a acusação de "neoliberal" por seus adversários ), precederam às próprias privatizações do governo federal, na gestão de Fernando Henrique Cardoso.
O seu governo também foi marcado pelo intenso fechamento e falência de muitas indústrias de calçados no RS, principalmente no Vale do Rio do Sinos, principal polo calçadista do estado.

## Eleições de 1998
Politicamente, procurou governar com uma base partidária ampla, isolando apenas o PT. Isso permitiu a composição de uma ampla coligação de partidos para as eleições de 1998, quando concorreu à reeleição pelo PMDB. Mas em alguns casos, o favorecimento ao PPB (que indicou seu candidato a vice, José Otávio Germano) levou a rupturas dentro de seu próprio partido, que em alguns municípios anunciou o apoio ao PT.
Chegou a vencer o primeiro turno das eleições por uma pequena margem de votos. Mas no segundo turno, novamente contra o seu adversário de 1994, Olívio Dutra (PT), acabou sendo derrotado por uma diferença de 87 366 votos. No pleito, foi decisivo o apoio do PDT (contrário às privatizações) ao candidato do PT.

## Atuação empresarial
Após a derrota em sua tentativa de reeleição, passou a trabalhar na iniciativa privada, como consultor junto ao grupo Telefonica de Espanha, o que levou a suspeitas de favorecimento na privatização da CRT, em 1997. Em 2001, ainda cotado como preferido para a sucessão de Olívio Dutra (que acabaria não concorrendo à reeleição), Antônio Britto entrou em choque com o senador Pedro Simon, principal liderança regional do PMDB, e acabou saindo do partido.
Filiou-se então ao PPS (incipiente no estado), junto com sua base de apoio, e lançou-se à sucessão estadual de 2002, em aliança com o PFL (já que o PDT se recusara a apoiá-lo, dentro da regra da "verticalização" da coligações nos estados). No entanto, a forte rejeição ao seu nome fez suas intenções de voto "migrarem" em massa para o candidato do PMDB, Germano Rigotto. Ficou em terceiro lugar, com apenas 12% dos votos, enquanto Rigotto derrotou Tarso Genro (PT), no segundo turno, trazendo novamente o PMDB ao governo estadual.
A partir de então, anunciou seu abandono definitivo da vida política, tornando-se diretor da empresa Calçados Azaleia, e seu presidente após a morte do fundador, Nestor de Paula, de quem se aproximou durante o governo do estado. Em 2005, envolveu-se em uma polêmica nacional, ao fechar uma unidade da fábrica no Rio Grande do Sul, demitindo 800 funcionários, ao mesmo tempo que abria uma unidade na China. Desgastado com os herdeiros de Nestor de Paula, por conta de um relacionamento conflituoso, no final de 2006, anunciou seu desligamento da Calçados Azaléia, por demissão.
Na Claro, atuou até 2009 na área de assuntos corporativos, com o objetivo de organizar as relações da empresa com os públicos externos e lobby com o congresso.
| “ | Exige-se do setor de telecomunicações no Brasil qualidade de Suécia e preço de Índia, com imposto de Brasil, o que acaba sufocando a rentabilidade das empresas e os investimentos. | ” |

Desde 2009, Britto tem se dedicado à função de presidente-executivo da INTERFARMA (Associação da Indústria Farmacêutica de Pesquisa).

Em março de 2021, assumiu a diretoria-executiva da Associação Nacional de Hospitais Privados (Anahp). No cargo, esclareceu em entrevista de agosto de 2022, que os hospitais que representava não eram necessariamente contrários a um aumento do piso-salarial da enfermagem, aprovado naquele mês, mas que despesa maior sem nenhuma compensação levaria a demissões e menor número de leitos.